# Hemigymnostreptus nitens
Hemigymnostreptus nitens är en mångfotingart som beskrevs av Christoph D. Schubart 1950. Hemigymnostreptus nitens ingår i släktet Hemigymnostreptus och familjen Spirostreptidae. Inga underarter finns listade i Catalogue of Life.